# Lelio Sozzini
Lelio Francesco Maria Sozzini ou Lelio (en latin : Laelius Socinus ; en français : Lelio Socin), né à Sienne le 9 janvier 1525 et mort à Zurich le 4 mai 1562, est un humaniste italien.

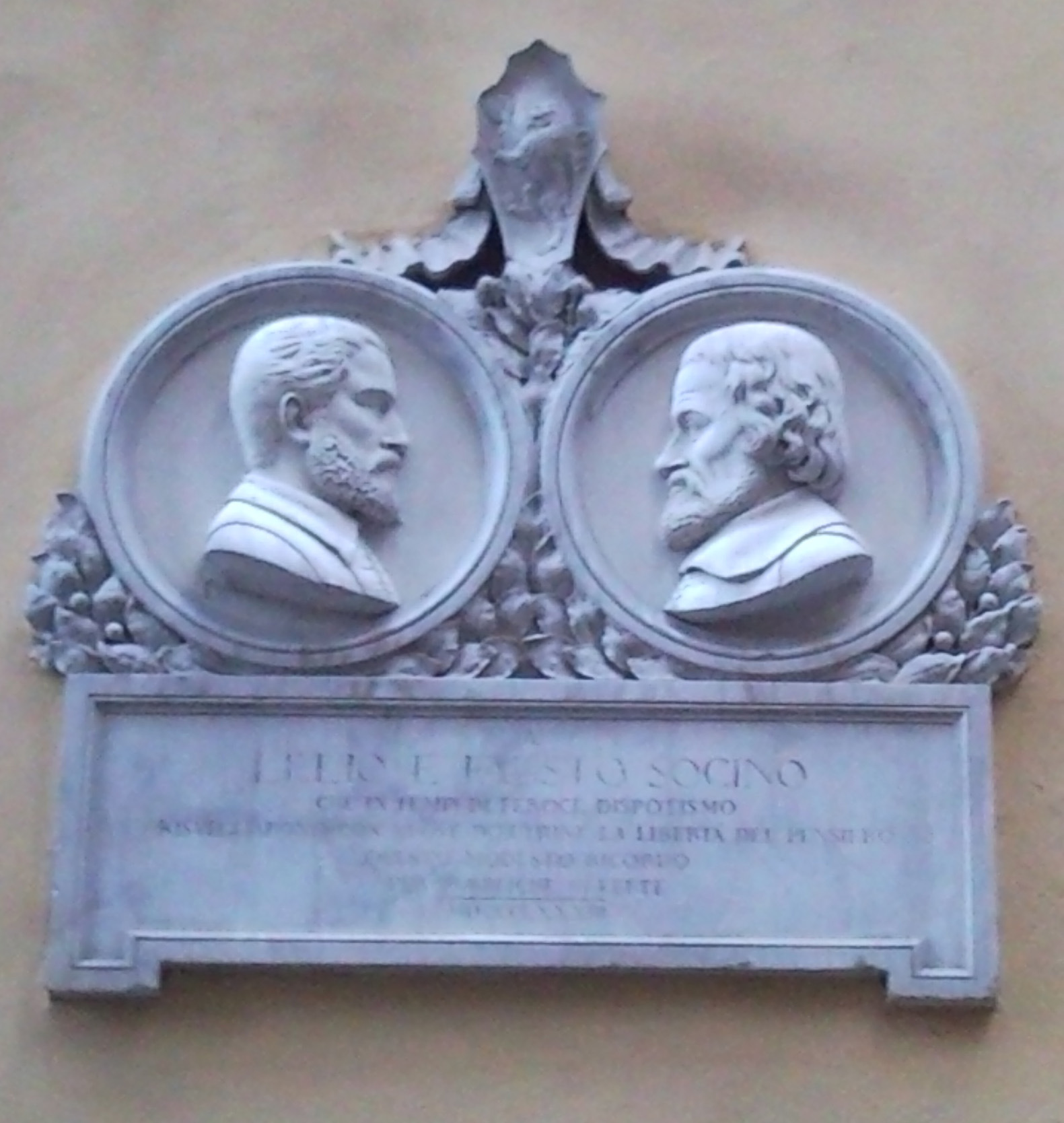
Lelio Francesco Maria Sozzini.

## Biographie
Lelio Sozzini est né à Sienne issu des Sozzo, une famille de banquiers et de notaires.
Lelio, qui a orthographié son nom de famille en Sozini est le sixième enfant du fils cadet de Mariano Socini le Jeune (1482 - 1556) et de son épouse Camilla Salvetti. Il a été formé comme un juriste à Bologne sous l'autorité de son père. 
Sans être un étudiant brillant, il acquiert des connaissances aussi bien en hébreu qu'en arabe et en grec. Il donne ses premières conférences théologiques à Vicence en 1546. À cette période le point de vue de Sozzini est celui de la réforme évangélique ; il exhibe une union singulière de piété enthousiaste avec la subtile spéculation théologique. Il poursuit ses voyages religieux, au cours desquels tant la réputation de sa famille que sa propre personne lui assurent un bon accueil en Suisse, France, Angleterre et Pays-Bas. 
En 1548, il retourne en Suisse avec des certificats élogieux. On le retrouve ensuite à Genève (1549 - 1550), à Bâle (avec Sebastian Münster) et à Zurich (logeant chez Konrad Pelikan). Il est ensuite présent à Wittenberg (juillet 1550 - juin 1551), d'abord comme invité de Philippe Mélanchthon, puis avec, Johann Forster, auquel il délivre des cours d'hébreu. De Wittenberg, il retourne à Zurich (fin 1551), après un séjour à Prague, Vienne et Cracovie. 
Les événements politiques le ramènent en Italie en juin 1552 ; deux séjours à Sienne où la liberté de parole encore possible le mettent en relation avec son neveu Fausto. Il se trouve à Padoue à la date d'exécution de Michel Servet à Genève le 27 octobre 1553. De là il retourne à Bâle (janvier 1554), à Genève (avril) et à Zurich (mai), où il prend demeure. 
À Genève (avril 1554), il fait des remarques imprudentes sur la doctrine, confirmées dans une lettre au pasteur italien Celso Martinengo (it). Bullinger, sur l'initiative de ses correspondants, dont Calvin, interroge Sozzini sur sa foi, et reçoit de lui une confession explicitement orthodoxe. 
En 1556, il est en butte à des problèmes pécuniaires à la suite de la mort de son père, qui le laisse sans le sou. Il bénéficie d'introductions influentes dont celle de Calvin auprès de la cour de Vienne (1558) et de Cracovie, qui lui permettent d'obtenir le soutien du Maximilien II, duc régnant sur Florence, concernant ses intérêts et ses domaines familiaux. 
Bien reçu hors de l'Italie, Sozzini a été accueilli de manière très variable dans son propre pays. Le pouvoir en place surveillait sa famille : son frère Cornelio a été emprisonné à Rome ; ses frères Celso et Camillo et son neveu Fausto étaient reputati Luterani (« réputés luthériens ») ; et Camillo s'était enfui de Sienne. 
En août 1559, Lelio Sozzini est de retour à Zürich, où il meurt le 14 mai 1562 dans son logement dans la maison de Hans Wyss, un tisserand de soie. 
Son neveu Fausto (1539-1604), lui aussi théologien, est averti de la mort de son oncle par Antonio Maria Besozzo à Lyon.  À Zurich Fausto ne parvient à récupérer que peu de documents reliés, mais trouve en revanche beaucoup de notes. 
Il n'existe aucun portrait authentique de Lelio Sozzini.

## La doctrine
Lelio Sozzini militait pour un christianisme raisonné et tolérant, caractérisé par la simplicité évangélique du culte et de la foi.
Calvin et Melanchthon ont reçu Sozzini avec les bras ouverts. Lelio, impulsif et investigateur, était à la recherche de la terre spirituelle et des vérités religieuses. Bien que des soupçons et des divergences théologiques existaient, les rapports restaient amicaux. De tous les réformateurs, Henri Bullinger était celui avec lequel Sozzini était le plus proche. Les divergences théologiques de Sozzini concernaient la résurrection du corps, le prédestination, la terre de salut (sur ces points il a correspondu avec Calvin), la base doctrinale de l'évangile (ses questions à Bullinger), la nature du repentir (à Rudolph Gualther), les sacrements (à Johann Wolff). 
Michel Servet orientera également sa pensée vers le problème de la trinité[réf. souhaitée].

## Postérité
Lelio Sozzini passe pour être l'un des fondateurs du mouvement intellectuel anti-trinitaire. Une postérité à ces idées existe dans les églises unitariennes.

## Publications
- De sacramentis dissertatio (1560), en quatre parties, et De resurrectione (un fragment)[4].
- Confessione (1555)[5]
- Environ 24 lettres, non rassemblées que l'on peur retrouver in Iligen, in Friedrich Trechsel, dans le Corpus reformatorum édition des travaux de Calvin, et in E. Burnat, L. Socin (1894).
- Christopher Sandius ajoute une Rapsodia ne profeta Isaia, dont on ne sait rien.
- Théodore de Bèze écrit que Sozini aurait participé à De haereticis, una persecuzione di un santo (1533); et Contra libellum Calvini (1554); deux travaux de Sébastien Castellion, sans qu'aucun élément concret confirme ces dires.
- Commentario del prologo del Vangelo di San Giovanni (écrit à Zurich v.1559)[6]
- Théodore de Bèze lui attribue en 1567, un anonyme  Commentario del prologo del Vangelo di San Giovanni (écrit Lyon, v.1562) qui était un travail de Fausto Sozzini[7]. Cette erreur[8], faite aussi par Girolamo Zanchi, est l'une des principales sources de l'idée selon laquelle Lelio serait un hérésiarque[9]. Mais en réalité, son interprétation du Prologue de l'évangile selon Jean constitue la base de celle de Fausto.

## Sources
- (it) Cet article est partiellement ou en totalité issu de l’article de Wikipédia en italien intitulé « Lelio Sozzini » (voir la liste des auteurs).